# Morze Mindanao
Morze Mindanao, zwane też Morzem Bohol (ang. Mindanao Sea albo Bohol Sea, tagal. Dagat ng Bohol) – akwen w pobliżu filipińskiej wyspy Mindanao, położony pomiędzy Mindanao na południu a wysepkami Camiguin, Bohol i Siquijor na północnym wschodzie, północy i północnym zachodzie.

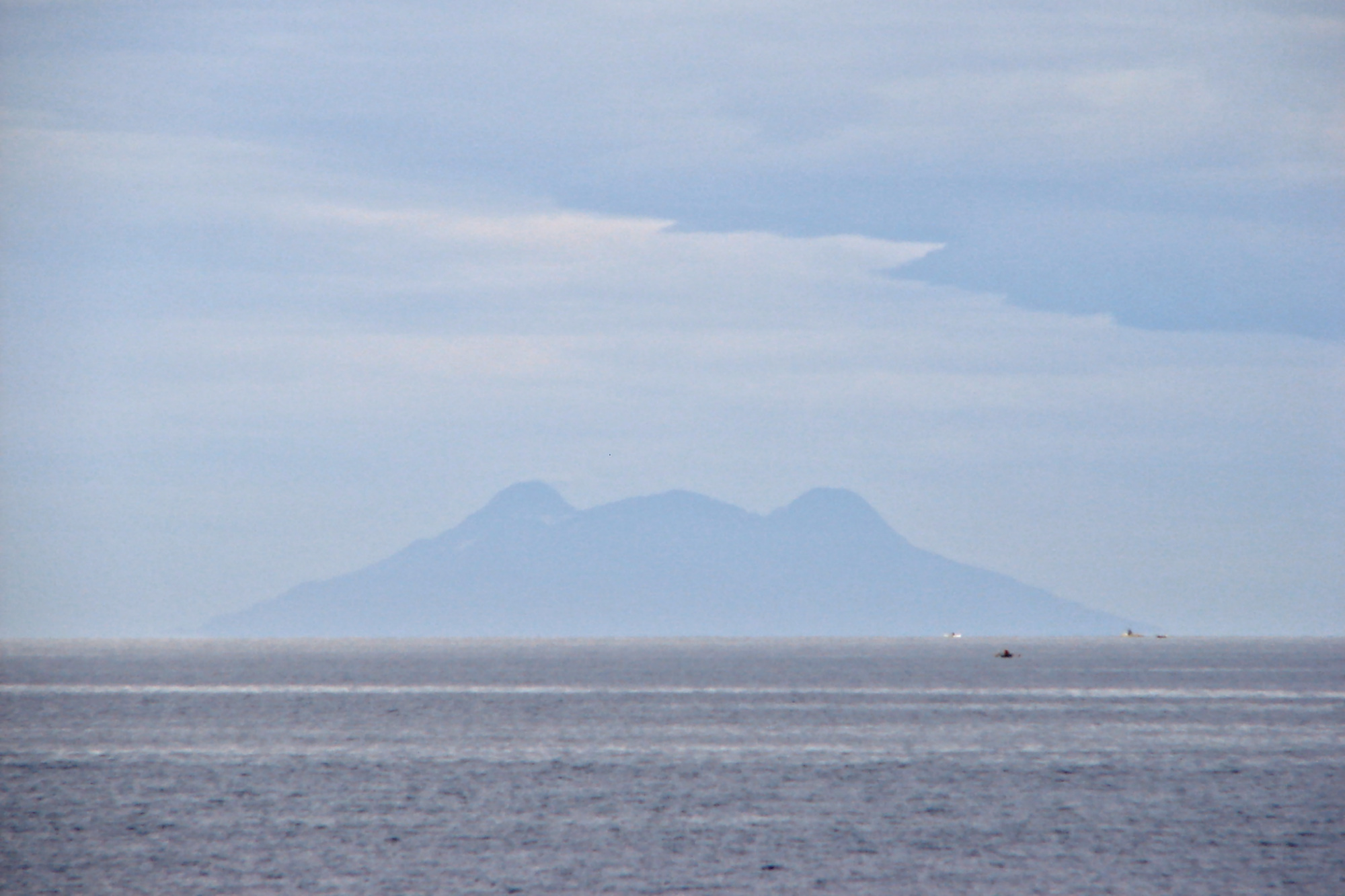
Wyspa Camiguin widziana z Morza Mindanao